# Stejnopohlavní manželství ve Španělsku
Španělsko legalizovalo manželství pro páry stejného pohlaví od 3. července 2005. V r. 2004 zahájila nově zvolená socialistická vláda vedená premiérem José Luisem Rodríguezhem Zapaterem kampaň za stejnopohlavní manželství a adopce homosexuálními páry. Po několika debatách byl 30. června 2005 zákon umožňující párům stejného pohlaví uzavírat sňatek přijat Generálními kortesy (španělský dvoukomorový parlament složený ze Senátu a Kongresu poslanců). Publikován byl 2. července 2005 a účinným se stal následující den. Španělsko se tak stalo třetí zemí na světě, která toto umožnila po Nizozemsku a Belgii. Předběhlo o 14 dní dokonce i Kanadu, která v tom samém roce rovněž přijala podobný zákon.
Přijetí zákona se neobešlo bez konfliktů navzdory 66 % podpoře v populaci. Nejhlasitější odpor byl ze strany Španělské římskokatolické církve, která novou legislativu kritizovala pro její „podkopávání“ institutu manželství. Jiné asociace vyjádřily obavy nad schopností gayů a leseb vychovávat děti. Demonstrace za a proti přijetí zákona s účastí tisíců lidí se konaly ve všech částech Španělska. Po jeho přijetí dala konzervativní Lidová strana podnět k Ústavnímu soudu.
Během prvních let existence nového zákona bylo ve Španělsku oddáno 4 500 homosexuálních párů. Přijetí zákona vyvolalo otázky, zda by měly mít právo uzavřít sňatek i cizinci ze zemí, které toto neumožňují. Ministerstvo spravedlnosti potvrdilo, že španělský občan si může vzít i cizince, jehož země stejnopohlavní svazky neuznává. Avšak alespoň jeden z partnerů musí mít španělské občanství, aby oba mohli uzavřít manželství, ačkoliv byl zaznamenán případ dvou cizinců, kteří se ve Španělsku vzali, neboť v něm měli trvalý pobyt.
Když volby v listopadu 2011 vyhrála Lidová strana, potvrdil její předseda Mariano Rajoy, že se stejnopohlavním manželstvím on i celá strana nesouhlasí, ale že otázku jeho případného zrušení přenechá Ústavnímu soudu. Ten jej 6. listopadu 2012 potvrdil v poměru hlasů 8:3. Ministr spravedlnosti Alberto Ruiz-Gallardón oznámil, že vláda bude respektovat rozhodnutí, a že se tedy zákon zrušit nepokusí.

## Historie
V letech 1990-2000 přijalo několik městských zastupitelstev a autonomních společenství vlastní vyhlášky a zákony o registrovaném partnerství, které zčásti uznávaly nemanželské soužití všech párů. Jednalo se však spíše o symbolický krok. Registry takového soužití zavedlo 16 ze 17 španělských autonomních společenství: Katalánsko (1998), Aragonie (1999), Navarra (2000), Kastilie – La Mancha (2000), Valencie (2001), Baleáry (2001), Madridské společenství (2001), Asturie (2002), Andalusie (2002), Kastilie a León (2002), Extremadura (2003), Baskicko (2003), Kanárské ostrovy (2003), Kantábrie (2005), Galicie (2008) a La Rioja (2010), a obě autonomní města; Ceuta (1998) a Melilla (2008) Španělské zákony také umožňovaly individuální osvojení, což de facto umožňovalo homoparentální osvojení s tím, že pouze jeden z páru má vůči dítěti rodičovská práva. Druhý z partnerů tady neměl vůči společně vychovávanému dítěti žádná práva v případě úmrtí partnera, nebo rozpadu partnerství. Stejnopohlavní manželství nešlo legalizovat centrálně ve všech autonomních společenstvích, neboť jim španělská ústava dávala právo v této věci rozhodovat samostatně.

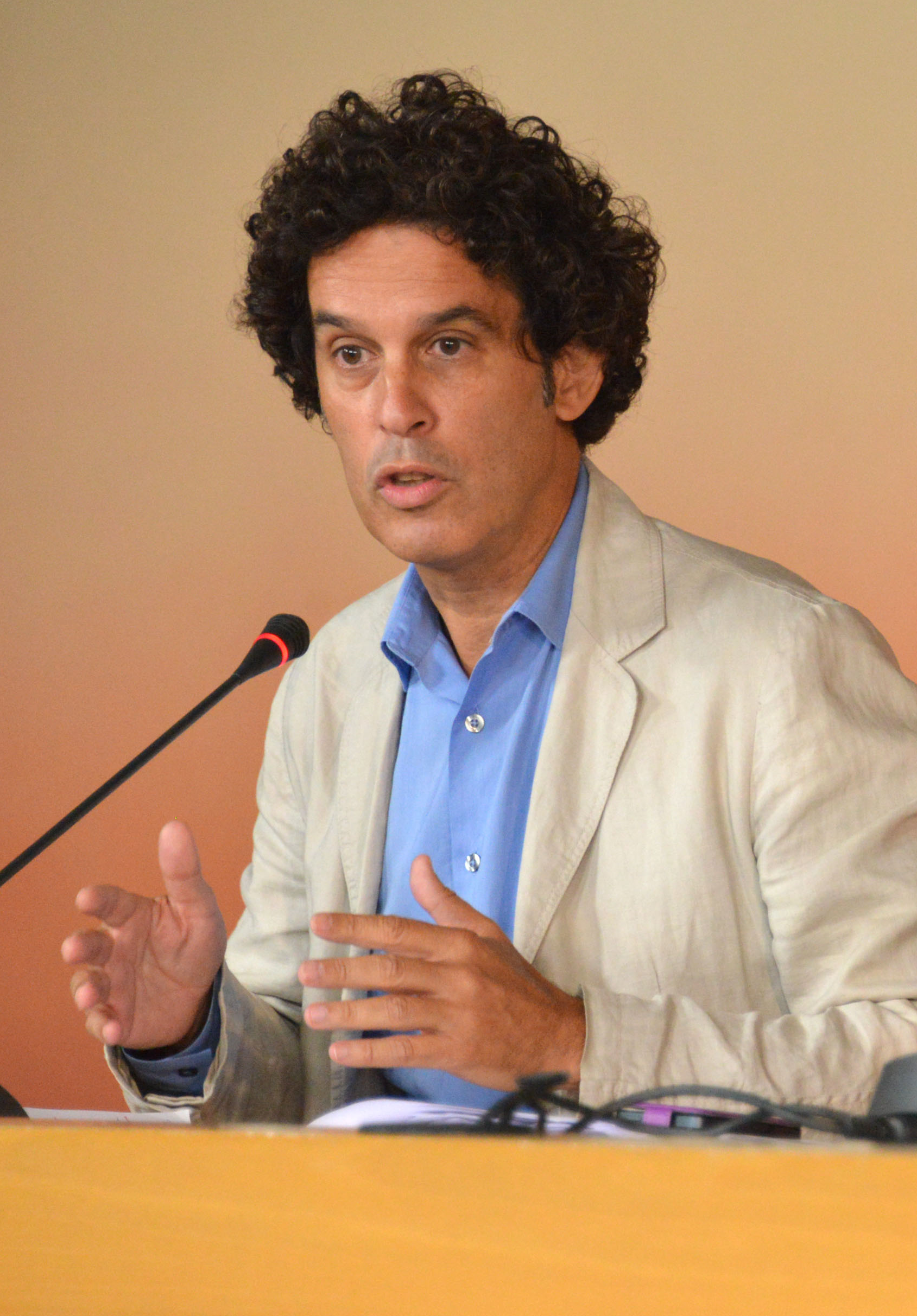
Politik Pedro Zerolo byl jedním z nejvýznamnějších LGBT aktivistů v historii Španělska a jedním z nejhlasitějších podporovatelů stejnopohlavního manželství a adopci dětí homosexuálními páry

Španělská socialistická dělnická strana slibovala ve své předvolební kampani novelizaci občanského zákoníku zpřístupňující institut manželství pro homosexuální páry, včetně všech práv a povinností plynoucích z něj pro heterosexuální manželské páry. Důvodem bylo zrovnoprávnění gayů a leseb ve věcech sociálních a právních. Po vítězství socialistů slíbil nový španělský premiér José Luis Rodríguez Zapatero ve svém inauguračním projevu následující změny: „Je nezbytně nutné jednou provždy skoncovat s neakceptovatelnou diskriminací, jíž čelí nemalá část Španělů a Španělek pro své sexuální preference. Aby se tohoto dosáhlo, zmodifikujeme občanský zákoník tak, aby obsahoval jejich rovné právo na manželství, které jim poskytne dědická a pracovní práva, jakož i sociální zabezpečení.“ 30. června 2004 oznámil ministr spravedlnosti Juan Fernando López Aguilar, že Kongres poslanců schválil vládní plán legalizace stejnopohlavního manželství. Dále představil dva návrhy zpracované regionální katalánskou stranou Konvergence a unie: jeden dával legální status heterosexuálním i homosexuálním párům v anglosaských svazcích (parejas de hecho, svazky „de facto“) a druhý umožňoval translidem změnu jména a pohlaví bez požadavku chirurgického zásahu. Návrh zákona o stejnopohlavním manželství schválil vládní kabinet 1. října 2004 a 31. prosince jej předložil parlamentu. Kongres poslanců jej přijal 21. dubna 2005. 22. června 2005 jej Senát, v němž měla opoziční Lidová strana většinu, zamítnul. Proto se vrátil k přezkumu do dolní komory, která mohla Senát přehlasovat, což také při finálním hlasování 30. června 2005 učinila. 187 poslanců se vyslovilo pro, 147 proti a 4 se zdrželi.
Po finálním hlasování a přijetí návrhu 2. července 2005 se Španělsko stalo po Nizozemsku a Belgii třetí zemí na světě, která legalizovala stejnopohlavní manželství. První homosexuální svatba se konala osm dní po účinnosti návrhu na půdě rady města Madrid. Oddáni byli dva muži Carlos Baturín a Emilio Menédez. První lesbický pár byl oddán o jedenáct dní později v Barceloně.
Navzdory těmto rovnostářským krokům stálo zůstávají určité právní vady: pokud se dítě narodí v lesbickém manželství, není manželka biologické matky automaticky považována za rodiče; musí projít zdlouhavým procesem osvojení, kdy jí buď opatrovnický soud uzná, nebo neuzná jako druhou matku dítěte. U heterosexuálních párů (manželských i nemanželských) to funguje tak, že pokud se nevlastní otec přizná k dítěti své manželky, tak je automaticky považován za zákonného rodiče bez dalších průtahů. 7. listopadu 2006 novelizovala vláda zákon o asistované reprodukci, podle něhož lze automaticky uznat manželku biologické matky (nevlastní matku) dítěte počatého umělým oplodněním za zákonného rodiče.

### Ratifikace zákona č. 13/2005 Sb.
Projektovaný návrh oznámený 30. června 2005 ministrem spravedlnosti byl prostudován Generální radou soudů. Ačkoliv se Generální rada shodla na tom, že diskriminace homosexuálů je nepřijatelná, byla otázka manželství pro všechny podrobená kritice, zejména kvůli otázce adopce dětí. Závěrem bylo řečeno, že redefinice manželství není ústavním požadavkem, a že s diskriminací lze bojovat jinou formou svazků - například registrovaným partnerstvím.
I přes negativní postoj prezentovala vláda svůj návrh v Kongresu 1. října 2004. Vyjma Lidové strany a členů Katalánské demokratické unie různé politické strany reformu podpořily. 21. dubna 2005 přijal Kongres návrh v poměru hlasů 183:136 a 6 zdrženími se (včetně člena Lidové strany). Obsah návrhu zákona o stejnopohlavním manželství ve Španělsku byl krátky: jednalo se pouze o nový paragraf v článku 44 občanského zákoníku říkající, že: Manželství by mělo mít stejné náležitosti a efekty bez ohledu na to, zda jsou osoby žijící v něm stejného či opačného pohlaví.
| Strana                                  | Pro | Proti | Zdržel se | Nepřítomen (nehlasoval) |
| --------------------------------------- | --- | ----- | --------- | ----------------------- |
| Španělská socialistická dělnická strana | 157 | 0     | 0         | 7                       |
| Lidová strana                           | 1   | 133   | 2         | 12                      |
| Konvergence a unie                      | 2   | 3     | 4         | 1                       |
| Katalánská republikánská unie           | 8   | 0     | 0         | 0                       |
| Baskická národní strana                 | 5   | 0     | 0         | 2                       |
| Sjednocená levice                       | 5   | 0     | 0         | 0                       |
| Kanárská koalice                        | 1   | 0     | 0         | 2                       |
| Galicijský národní blok                 | 1   | 0     | 0         | 1                       |
| Aragonská unie                          | 1   | 0     | 0         | 0                       |
| Baskická solidarita                     | 1   | 0     | 0         | 0                       |
| Ano Navarre                             | 1   | 0     | 0         | 0                       |
| Celkem                                  | 183 | 136   | 6         | 25                      |

Podle ústavního práva bude text nejprve muset být přijat Kongresem a poté předán Senátu k finálnímu hlasování, který jej buď přijme nebo vetuje. 21. června 2005 se na tuto problematiku konala v Senátu diskuse s odbornou veřejností. Jejich názory byly různorodé; podle některých má LGBT rodičovství neblahý efekt na dětském vývoji, vyjma vyšší respektu k homosexualitě a citlivosti vůči diskriminaci. Podle psychiatra Aquilino Polaino z Lidové strany je homosexualita patologií a poruchou chování. Kromě tohoto také uvedl, že mnoho homosexuálů má zkušenosti s pohlavním zneužíváním v dětství, a že homosexuálové obecně pocházejí z nefunkčních rodin, kde se vyskytovalo násilí, alkoholismus, případně chybějící otec a nadměrná opičí láska ze strany matky. Někteří prominentní členové Lidové strany se od Polainových výroků distancovali.
Senát text přijatý Kongresem vetoval. K vetu vyzývala Lidová strana, která má v Senátu většinu, a Katalánská demokratické unie. Odmítnutí prošlo poměrem hlasů 131:119. 2 senátoři se zdrželi hlasování. Text byla tedy vrácen do Kongresu. 30. června 2005 byl znovu přijat Kongresem, který v souladu s ústavou přehlasoval veto Senátu. 187 poslanců hlasovalo „ano“ (včetně poslankyně Lidové strany Celie Villalobos), 147 „ne“ a 4 se zdrželi. Přehlasováním veta prošel zákon prakticky už celým legislativním procesem a do implementace mu zbýval už jenom podpis krále.
| Strana                                  | Pro | Proti | Nepřítomen/nehlasoval |    |
| --------------------------------------- | --- | ----- | --------------------- | -- |
| Španělská socialistická dělnická strana | 159 | 0     | 0                     | 5  |
| Lidová strana                           | 1   | 143   | 0                     | 4  |
| Konvergence a unie                      | 2   | 4     | 4                     | 0  |
| Katalánská republikánská unie           | 8   | 0     | 0                     | 0  |
| Baskická národní strana                 | 5   | 0     | 0                     | 2  |
| Sjednocená levice                       | 5   | 0     | 0                     | 0  |
| Kanárská koalice                        | 3   | 0     | 0                     | 0  |
| Galicijský národní blok                 | 2   | 0     | 0                     | 0  |
| Aragonská unie                          | 1   | 0     | 0                     | 0  |
| Baskická solidarita                     | 0   | 0     | 0                     | 1  |
| Ano Navarre                             | 1   | 0     | 0                     | 0  |
| Celkem                                  | 183 | 136   | 6                     | 25 |

Na otázku médií, zda podepíše návrh projednávaný Generálními kortesy, odpověděl španělský král Juan Carlos I., že je králem španělským, nikoli belgickým. V této odpovědi narážel na krále Baudouina I., který odmítl podepsat zákon legalizující potraty. Král má právo vetovat zákony, tedy nedat jim svůj podpis. Nicméně král zákon č. 13/2005 podepsal 1. července 2005, a tudíž jej šlo publikovat v promulgačním listu ihned následující den 2. července. 3. července se stala nová legislativa účinnou. Za svůj podpis klidil král kritiku jak z řad Karlistů, tak i mnohých krajně pravicových konzervativců.

## Reakce
Obsah návrhu se setkal s odporem ze strany představitelů Katolické církve, včetně papeže Jana Pavla II., který varoval před oslabováním tradiční rodiny zrovna tak jako jeho nástupce papež Benedikt XVI. Kardinál López Trujillo, prezident Papežské rady pro rodinu, řekl že církev vydá naléhavou urgenci svobody vyznání pro katolíky, a že se pokusí všemi dostupnými prostředky zamezit přijetí nového zákona. Řekl, že by veškeré profese spojené s implentací manželství párů stejného pohlaví jej měly odmítnout, i kdyby je to mělo stát ztrátu zaměstnání. Podporovatelé gay práv argumentovali tím, že vzhledem k formálnímu odporu Katolické církve k heterosexuálním občanským sňatkům, nebude její hlas brán příliš na vědomí. Jako příklad uvedli manželství prince Filipa a Letizie Ortizové, která svůj předchozí církevní sňatek rozvedla. Církvi se nepodařilo nasbírat potřebou podporu zrušení návrhu, ačkoliv se 80 % Španělů hlásí ke katolickému vyznání. Sociologové se domnívají, že za tím stojí výrazný nárůst liberalismu a jeho důraz na práva jednotlivce vyvolaný tím, že církev měla v dřívějších dobách tradičně vysoký vliv, zejména v otázkách rodiny. Podle statistik se tři čtvrtiny Španělů domnívají, že církevní hierarchie neumí dostatečně reagovat na novou realitu doby. Doplňujícím vysvětlením může být také to, že si Španělé vliv církve spojují se smrtí klerofašistického diktátora Francisca Franca, který za své vlády s ní úzce spolupracoval.
Premiér Zapatero odpověděl na církevní kritiku takto:
| „                                                             | Tím, že umožníme párům stejného pohlaví se vzít, nijak neničíme manželství, ani rodinu. To, že takoví občané získávají možnost si zorganizovat svůj život podle manželských a rodinných hodnot a požadavků, je jedině pozitivním vývojem. K destrukci manželství rozhodně nedochází, ba naopak, tento nový zákon jí naopak pouze potvrzuje. Lidem a institucím, kteří s touto změnou tak ostře nesouhlasí, bych už nyní rád řekl, že tak jako jiné manželské refomy, které této předcházely, nepřinesly žádné negativní výsledky, tak tahle přinese jediný pozitivní výsledek, kterým bude konec s nesmyslnou diskriminací odlišných lidí. Společnost, která si uvědomuje neoprávněnost této diskriminace svých vlastních občanů, se stává lepší společností. V každém případě bych chtěl ale vyjádřit hluboký respekt těm, kteří můj názor nesdílejí, a vyzvat je, aby zase naopak oni respektovali nás, kteří tyto změny podporují. Homosexuály, kteří museli po staletí čelit násilí a urážkám, tímto vyzývám, aby prokázali svojí odvahu a šli demonstrovat za svá občanská práva a za respekt k různorodosti vyznání. | “ |
| — Premiér Španělského království José Luis Rodríguez Zapatero | |   |

19. června 2005 se konal veřejný protest proti zákonu. Protestující - z řad členů Lidové strany, španělských biskupů a Fóra španělských rodin (Foro Español de la Familia) - uvedli, že do ulic vyšel 1,5 milionu lidí, kteří se postavili na odpor útokům na tradiční rodinu a španělské hodnoty; vládní delegace v Madridu se však shodla, že jich bylo 166 tisíc. Dva týdny po tomto protestu se spolu s konáním dne gay hrdosti konal pochod na podporu nového zákona. FELGT (Federación Estatal de Lesbianas, Gays, Transexuales y Bisexuales - Organizace španělských leseb, gayů a transgender) odhadovala, že se jej zúčastnily 2 miliony lidí; policejní zdroje uvádějí 97 tisíc. Obě manifestace se odehrály v Madridu, kterému tou dobou vláda konzervativní Lidová strana.
Španělští biskupové se taktéž obávali, že vláda zpřístupněním institutu manželství homosexuálním párům, naruší jejich učení, které připouští pouze heterosexuální manželství. Fórum španělských rodin zase naopak vyjádřilo obavu nad schopností homosexuálních párů adoptovat a vychovávat děti. Upozorňovalo, že adopce není právem dospělých, nýbrž adoptovaných dětí. Gay asociace odpověděly, že adopce homosexuálními páry je ve Španělsku de facto už dávno legalizována, neboť před přijetím nového zákona si mohl osvojit dítě jeden z páru. Adopce homosexuálními páry byly už legální v Navarre (2000), Baskicku (2003), Aragonii (2004), Katalánsku (2005) a Kantábrii (2005) ještě před přijetím stejnopohlavního manželství, které je zlegalizovalo celonárodně. V Asturii (2002), Andalusii (2002) a Extremaduře (2003) se mohly homosexuální páry stát trvalými nebo přechodnými pěstouny. Podle asociací se vůbec nepracovalo s tím, že by jiná sexuální orientace žadatelů o adopci nebo pěstounství mohla být překážkou. Tento postoj byl oficiálně podpořen psychology, kteří se shodli na tom, že homosexualita není patologií.
Ve své biografii z r. 2008 uvedla španělská královna Sofie, že je spíš pro „registrované partnerství“, než pro „manželství“ párů stejného pohlaví. Tento a údajně další královniny výroky vzbudily v r. 2008 značnou vlnu nevoli směrem ke královské rodině. Palác Zarzuela se pak jménem královny omluvil s tím, že se pouze neobratně vyjádřila. Antonio Poveda, prezident FELGT, řekl že jako organizace přijímají královninu omluvu, ale že se španělská gay komunita stále cítí z její strany poškozená. Král Juan Carlos, který je údajně víc liberální než jeho choť, byl královninou biografií otřesen a podle médií chtěl propustit veškeré úředníky, kteří mu její knihu vůbec přinesli k podpisu.
U generálních voleb v r. 2011 řekl představitel Lidové strany a nový premiér Mariano Rajoy, že je také spíš pro registrované partnerství, než pro manželství párů stejného pohlaví.

## Opoziční soudní kauzy
21. července 2005 odmítla vydat soudkyně města Dénia manželskou licenci lesbickému páru. Své rozhodnutí odůvodnil ústavní žalobou proti zákonu o stejnopohlavním manželství opřenou o článek 32 španělské ústavy, který říká: „Muži a ženy mají právo uzavřít manželství s plnou rovností před zákonem.“ V srpnu 2005 odmítl soudce z ostrova Gran Canaria dát manželské licence třem homosexuálním párům s podáním jiné ústavní žaloby. V prosinci 2005 se Ústavní soud odmítl zabývat oběma žalobami pro jejich nedostačující zdůvodnění. 30. září 2005 se opoziční Lidová strana rozhodla iniciovat vlastní ústavní žalobu, čímž rozdělila svojí členskou základnu na dva tábory. Sedm let po podání žaloby byl 6. listopadu 2015 vynesen rozsudek. Ústavní soud podpořil stejnopohlavní manželství 8 kladnými hlasy proti 3 záporným.
27. února 2007 zaštítilo Fórum španělských rodin petici podepsanou 1,5 milionem Španělů za zrušení stejnopohlavního manželství a podporu manželství jako svazku jednoho muže a jedné ženy. Španělský kongres se touto peticí odmítl zabývat. 30. května 2007 byla výše zmíněná soudkyně z Dénii představena před disciplinární komisi Generálního výboru soudní moci (Comisión Disciplinaria del Consejo General del Poder Judicial - CGPJ-), která jí odsoudila k pokutě ve výši 305 euro za odmítnutí oddat homosexuální pár s výstrahou, aby tak již znovu nečinila. Ta tuto akci nazvala „propagandistickou vládní mašinérií“.

## Trvalý pobyt
Krátce po přijetí zákona se začaly objevovat otázky právního statusu manželství s cizinci, když nebyla Španělovi a Indovi žijícím ve společné domácnosti v Katalánsku vydána manželská licence na základě toho, že Indie nelegalizovala stejnopohlavní manželství. Nicméně 22. července jiný soud v Katalánsku oddal Španělsku s Argentinkou (první lesbické manželství ve Španělsku). Tento soud nejednal v souladu s rozhodnutím jiného soudu a otevřel cestu k diskuzím o stejnopohlavním manželství v Argentině, neboť ta tou dobou ještě neumožňovala homosexuálním párům uzavřít sňatek.
27. července doporučil Úřad veřejného ochránce práv (Junta de Fiscales de Sala) Ministerstvu spravedlnosti vydat nařízení, podle něhož lze sezdávat LGBT Španěly i s těmi cizinci, jejichž země původu dosud nezlegalizovala stejnopohlavní manželství. Jako důvod uvádí, že stejnopohlavní manželství se řídí podle španělských zákonů, a že tedy není nutné řešit jeho platnost podle jiného právního řádu. Rozhodnutí vydané v úředním věstníků říká:
| „ | Manželství mezi Španělem a cizím státním příslušníkem nebo mezi cizím státním příslušníkem a osobou s trvalým pobytem na území Španělského království je v souladu se španělským občanským právem legální bez ohledu na to, zda země původu cizího státního příslušníka takové manželství uznává či sama legalizovala. | “ |

Podle doporučení Ministerstva spravedlnosti (Dirrección General de Registros y Notariado) by si španělské konzulární úřady měly začít připravovat předběžnou dokumentaci pro stejnopohlavní manželství. V případě uzavírání sňatku na půdě konzulátu musí mít minimálně jeden snoubenec španělské občanství. Nicméně, aby šlo uzavřít stejnopohlavní manželství na jeho půdě, musí zákony tamní země uznávat stejnopohlavní manželství. Pokud ne, pak se musí oba snoubenci odebrat na španělskou půdu. Dva cizinci bez trvalého pobytu nemohou ve Španělsku uzavřít manželství. Oba sice nemusí mít španělské občanství, ale minimálně jeden musí být rezidentem.

## Manželské statistiky

Podíl uzavřených stejnopohlavních manželství na celkovém počtu všech uzavřených manželství ve Španělsku, 2008
0.127–0.06
0.06–0.04
0.04–0.02
0.02–0.013

Podle Španělského národního statistického institutu (INE) proběhlo do konce r. 2012 27 357 homosexuálních svateb: 1 275 v r. 2005, 4 574 v r. 2006, 3 250 v r. 2007, 3 549 v r. 2008, 3 412 v r. 2009,  3 583 v r. 2010, 3 880 v r. 2011, a 3 834 v r. 2012.
| Rok                | Manželství mezi muži | Manželství mezi ženami | Stejnopohlavní manželství | Všechna manželství | Podíl stejnopohlavních manželství (%) |
| ------------------ | -------------------- | ---------------------- | ------------------------- | ------------------ | ------------------------------------- |
| 2005 (od července) | 923                  | 352                    | 1 275                     | 120 728            | 1,06                                  |
| 2006               | 3 190                | 1 384                  | 4 574                     | 211 818            | 2,16                                  |
| 2007               | 2 180                | 1 070                  | 3 250                     | 203 697            | 1,60                                  |
| 2008               | 2 299                | 1 250                  | 3 549                     | 196 613            | 1,81                                  |
| 2009               | 2 212                | 1 200                  | 3 412                     | 175 952            | 1,94                                  |
| 2010               | 2 216                | 1 367                  | 3 583                     | 170 815            | 2,10                                  |
| 2011               | 2 293                | 1 587                  | 3 880                     | 163 085            | 2,38                                  |
| 2012               | 2 179                | 1 655                  | 3 834                     | 168 835            | 2,27                                  |
| 2013               | 1 648                | 1 423                  | 3 071                     | 156 446            | 1,96                                  |
| 2014               | 1 679                | 1 596                  | 3 275                     | 162 554            | 2,01                                  |
| 2015               | 1 925                | 1 813                  | 3 738                     | 168 910            | 2,21                                  |

Většina homosexuálních svateb se v r. 2011 konala v Katalánsku - 886 (3,33 % všech manželství v tomto autonomním společenství), Madridu - 729 (2,91 %), Andalusii - 484 (1,71 %), Valencii - 436 (2,58 %) a na Kanárských ostrovech - 203 (3,60 %).
Podle statistiky z 2. července 2015 bylo od července 2005 (když nabyl účinnost zákon o stejnopohlavních sňatcích) do konce prosince 2014 ve Španělsku oddáno celkem 31 640 homosexuálních párů. Tou dobou se jednalo o 1,72 % všech uzavřených manželství.

## Veřejné mínění
Podle údajů vládního Centra pro sociální výzkum (Centro de Investigaciones Sociológicas) zveřejných v dubnu 2005 podporuje stejnopohlavní manželství 66 % Španělů. Den před přijetím návrhu ukázal jiný výzkum Instituto Opina, že nový zákon má 62,1 % podporu, zatímco adopce 49,1 % podporu. Devět měsíců před přijetím návrhu se Instituto Opina shodl na tom, že 61 % zkoumaných podporuje vládní rozhodnutí.
25. července 2007 zveřejnila BBVA Foundation svojí zprávu Sociální portrét španělského lidu, ve které 60 % Španělů podporovalo stejnopohlavní manželství. Největší podpora byla u respondentů s věkovým rozmezím 15-34 let (75 %), vyšším vzděláním (71 %), bez náboženského vyznání (75,5 %) a těch, kteří se politicky identifikují jako levicoví nebo středolevicoví (71,9 %). Adopce dětí páry stejného pohlaví podpořilo však pouze 44 % Španělů v kontrastu se 42 % opozicí.
Výzkum Ipsos z května 2013 shledal, že 76 % respondentů podporuje stejnopohlavní manželství, zatímco dalších 13 % jinou formu státem uznávaných stejnopohlavních svazků.
Podle Ifopu z května 2013 podporuje právo homosexuálních párů na sňatek a adopci dětí 71 % Španělů.
Eurobarometr z r. 2015 došel k závěru, že 84 % Španělů by bylo pro legalizaci stejnopohlavního manželství napříč celou Evropou, zatímco 10 % bylo proti.